# Filmographie de Gary Cooper

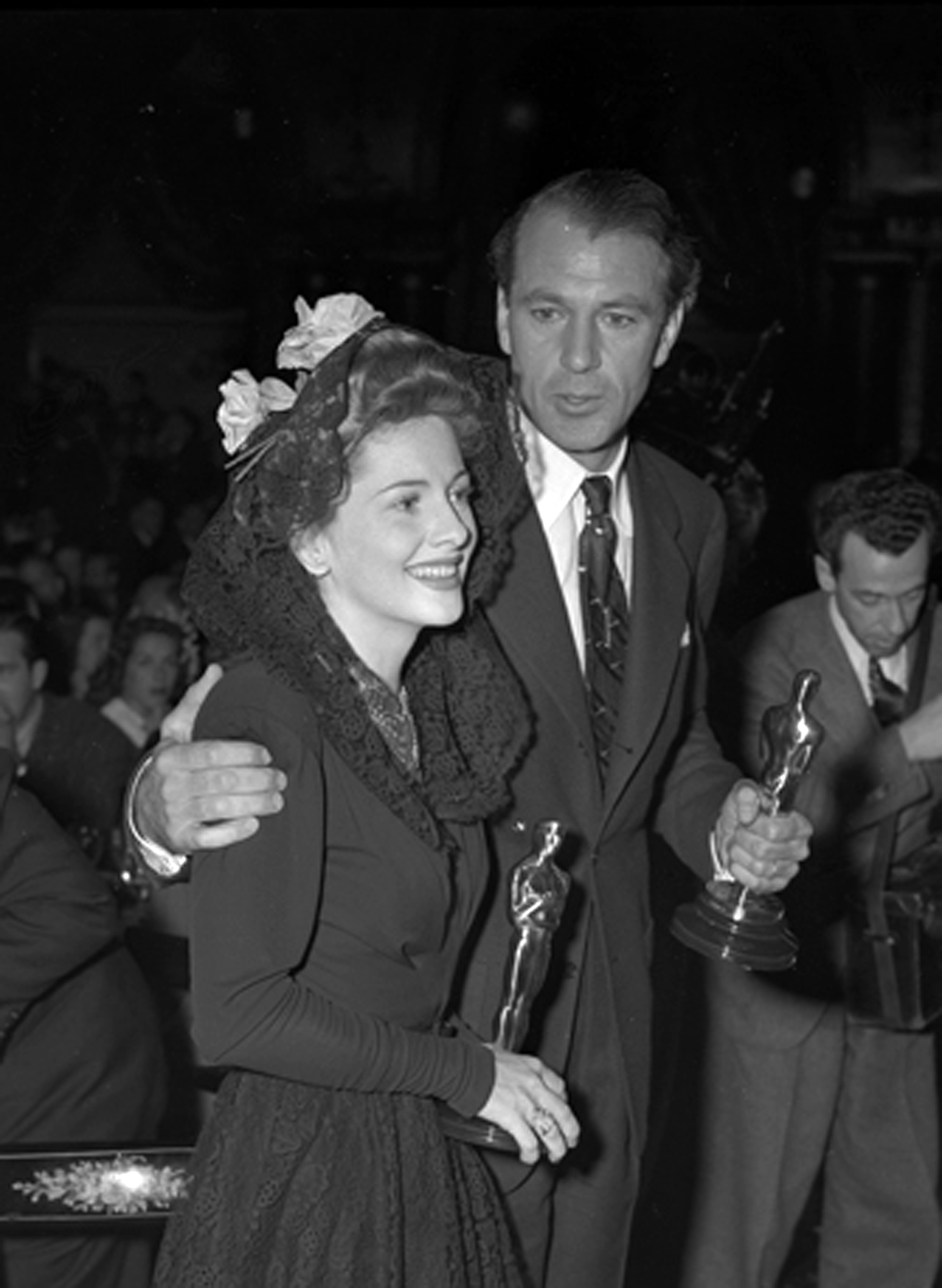
Gary Cooper en compagnie de Joan Fontaine recevant tous deux un Oscar en 1942

Reconstituer la carrière de Gary Cooper, figurant de cinéma, obligerait à retrouver les bouts de films sur lesquels il figure, à visionner tous ou presque tous les films tournés à Hollywood en 1925 et 1926. Or, à l'exception de certains classiques, la plupart de ces bouts de pellicule ne sont pas disponibles. D'autre part, Gary Cooper a joué dans au moins onze courts métrages, sans compter ses apparitions dans diverses émissions de télévision.

## Figurations
- 1925 : Tom le vengeur (Riders of the Purple Sage) de Lynn Reynolds
- 1925 : La Ruée sauvage (The Thundering Herd) de William K. Howard
- 1925 : Wild Horse Mesa de George B. Seitz
- 1925 : Tel... Don Juan de John G. Blystone
- 1925 : La Race qui meurt (The Vanishing American) de George B. Seitz
- 1925 : L'Aigle noir (The Eagle) de Clarence Brown avec Rudolf Valentino
- 1926 : The Enchanted Hill de Irvin Willat
- 1926 : Watch your Wife de Svend Gade

## Courts métrages
- 1925 : Tricks
- 1925 : Three Pals
- 1926 : Lightnin' Wins d'Alan James
- 1935 : La Fiesta de Santa Barbara de Louis Lewyn
- 1937 : Lest we Forget
- 1944 : Memo for Joe

## Longs métrages

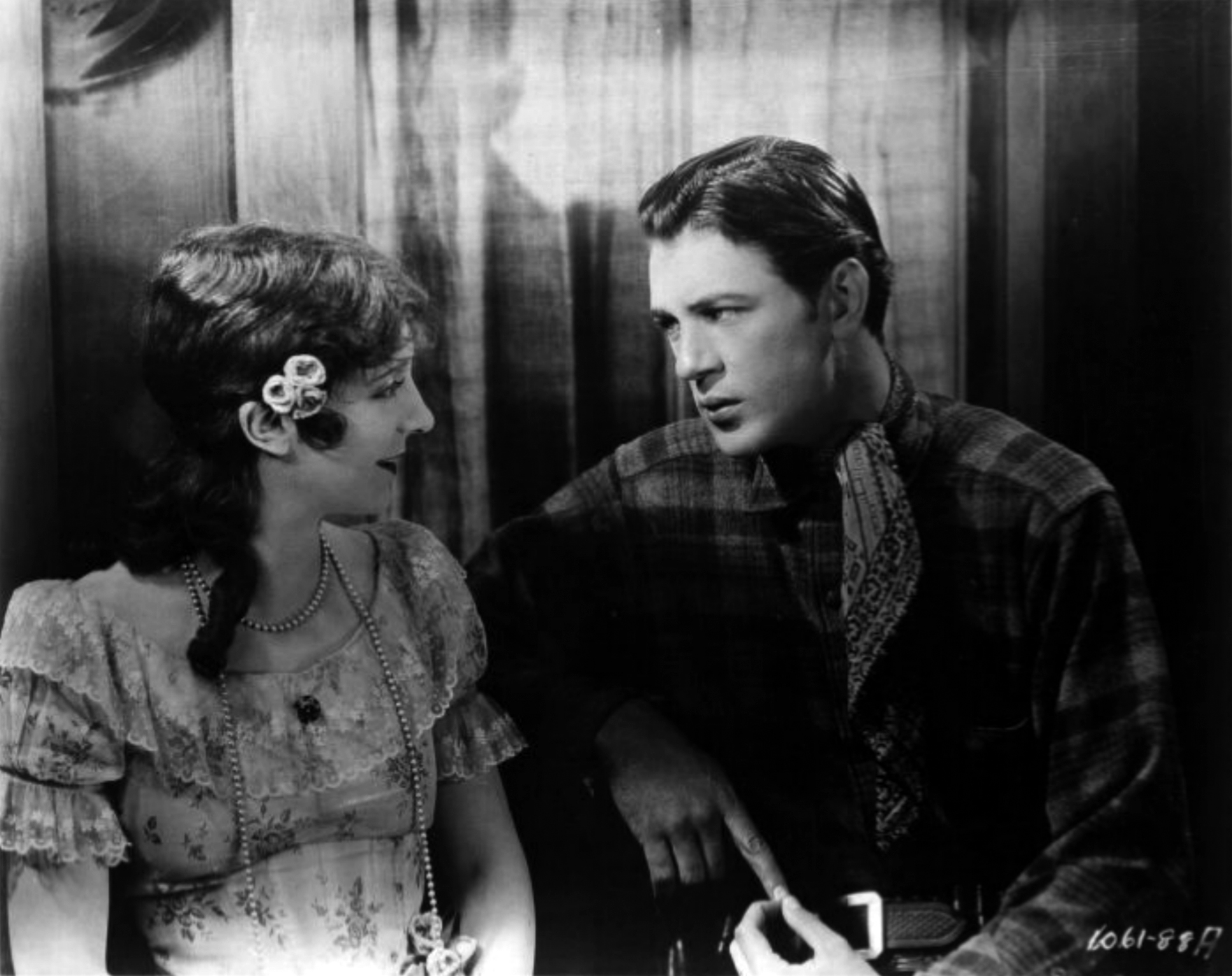
Avec Betty Jewel dans Le Démon de l'Arizona (1927).

- 1925 : Ben-Hur de Fred Niblo : un garde romain
- 1926 : La Conquête de Barbara Worth (The Winning of Barbara Worth) d'Henry King : Abe Lee
- 1927 : Le Coup de foudre (It) de Clarence G. Badger : un journaliste
- 1927 : Le Démon de l'Arizona (Arizona Bound) de John Waters : Dave Saulter
- 1927 : Les Enfants du divorce (Children of Divorce) de Frank Lloyd : Edward D. « Ted » Larrabee
- 1927 : Au service de la loi (en) (The Last Outlaw) d'Arthur Rosson : le shérif Buddy Hale
- 1927 : Les Ailes (Wings) de William A. Wellman : le cadet White
- 1927 : Nevada de John Waters : Nevada
- 1928 : Mariage à l'essai (Half a Bride) de Gregory La Cava : le capitaine Edmunds
- 1928 : Le Spahi (Beau sabreur) de John Waters : le major Henri de Beaujolais
- 1928 : Doomsday de Rowland V. Lee : Arnold Furze
- 1928 : Les Pilotes de la mort (The Legion of the Condemned) de William A. Wellman : Gale Price
- 1928 : La Belle aux cheveux roux (Red hair) de Clarence G. Badger

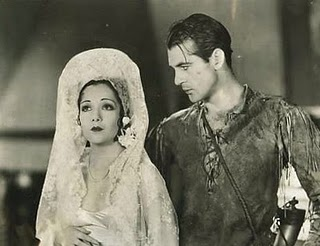
Avec Lupe Velez dans Le Chant du loup (1929).

- 1928 : Ciel de gloire (Lilac Time) de George Fitzmaurice et Frank Lloyd : le capitaine Philip Blythe
- 1928 : Le Bateau de nos rêves (The First Kiss) de Rowland V. Lee : Mulligan Talbot
- 1928 : Le Rêve immolé (The Shopworn Angel) de Richard Wallace : William Tyler
- 1929 : Le Chant du loup (The Wolf Song) de Victor Fleming : Sam Lash
- 1929 : Mensonges (Betrayal) de Lewis Milestone : André Frey
- 1929 : Le Virginien (The Virginian) de Victor Fleming : le Virginien
- 1930 : Seven Days Leave de Richard Wallace : Kenneth Downey
- 1930 : Only the Brave de Frank Tuttle : le capitaine James Braydon
- 1930 : Paramount on Parade, film à sketches, réalisé entre autres par Ernst Lubitsch, Edmund Goulding, Frank Tuttle… : le chasseur
- 1930 : The Texan de John Cromwell : Enrique, alias Quico le « Llano Kid »
- 1930 : A Man from Wyoming de Rowland V. Lee : Jim Baker
- 1930 : Les Écumeurs (The Spoilers) d'Edwin Carewe : Roy Glenister
- 1930 : Cœurs brûlés (Morocco) de Josef von Sternberg : le légionnaire Tom Brown
- 1931 : L'Attaque de la caravane (Fighting Caravans) d'Otto Brower et David Burton : Clint Belmet
- 1931 : Les Bijoux volés (The Slippery Pearls) de William C. McGann (court-métrage) : le rédacteur en chef
- 1931 : Les Carrefours de la ville (City Streets) de Rouben Mamoulian : le Kid

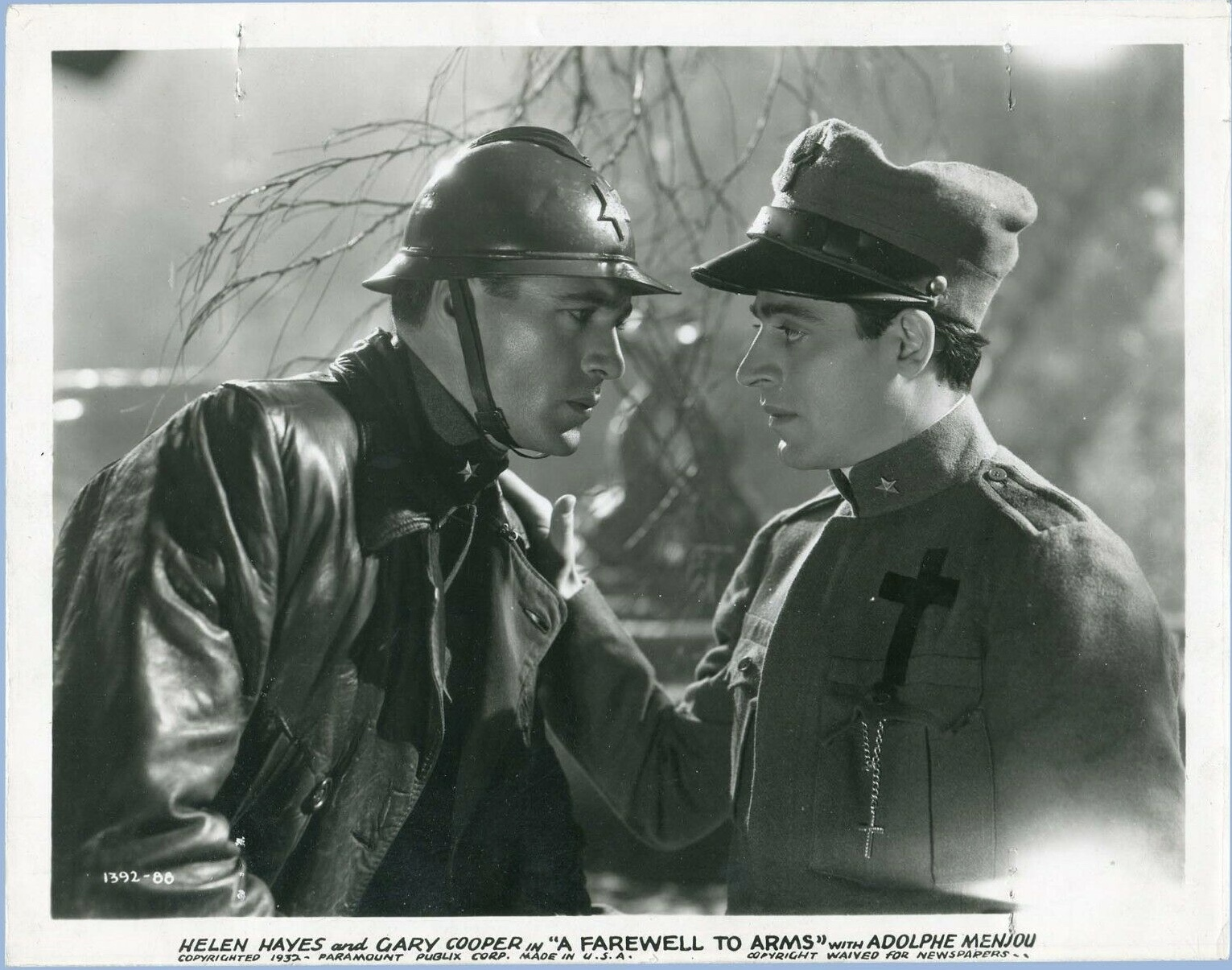
Avec Jack La Rue dans L'Adieu aux armes (1932).

- 1931 : I Take This Woman de Marion Gering : Tom McNair
- 1931 : Sa femme (His Woman) de Edward Sloman : le capitaine Sam Whalan
- 1932 : Le Démon du sous-marin (Devil and the Deep) de Marion Gering : le lieutenant Sempter
- 1932 : Si j'avais un million (If I Had a Million), film à sketches, réalisé par Ernst Lubitsch et Norman Z. McLeod avec Charles Laughton et W. C. Fields : Steve Gallagher
- 1932 : L'Adieu aux armes (A Farewell to Arms) de Frank Borzage : le lieutenant Frederic Henry
- 1933 : Après nous le déluge (Today We Live) de Howard Hawks : Bogard
- 1933 : One Sunday Afternoon de Stephen Roberts : Biff Grimes
- 1933 : Alice au pays des merveilles (Alice in Wonderland) de Norman Z. McLeod : le chevalier blanc
- 1933 : Sérénade à trois (Design for Living) d'Ernst Lubitsch : George Curtis
- 1934 : Agent no 13 (Operator 13), de Richard Boleslawski : le capitaine Jack Gailliard

- 1934 : C'est pour toujours (Now and Forever) d'Henry Hathaway : Jerry Day
- 1935 : Les Trois Lanciers du Bengale (The Lives of a Bengal Lancer) de Henry Hathaway : le lieutenant McGregor
- 1935 : Soir de noces (The Wedding Night) de King Vidor : Tony Barrett
- 1935 : Peter Ibbetson d'Henry Hathaway : Peter Ibbetson
- 1936 : Désir (Desire) de Frank Borzage : Tom Bradley
- 1936 : L'Extravagant Mr. Deeds (Mr. Deeds Goes to Town) de Frank Capra : Longfellow Deeds
- 1936 : Le général est mort à l'aube (The General Died at Dawn) de Lewis Milestone : O'Hara
- 1936 : Une aventure de Buffalo Bill (The Plainsman) de Cecil B. DeMille : Wild Bill Hickok
- 1937 : Âmes à la mer (Souls At Sea) de Henry Hathaway : « Nuggin » Taylor
- 1938 : La Huitième Femme de Barbe-Bleue (Bluebeard's Eighth Wife) d'Ernst Lubitsch : Michael Brandon
- 1938 : Les Aventures de Marco Polo (The Adventures of Marco Polo) d'Archie Mayo et John Cromwell : Marco Polo
- 1938 : Madame et son cowboy (The Cowboy and the Lady) de Henry C. Potter : Stretch
- 1939 : Beau Geste de William A. Wellman : Beau Geste
- 1939 : La Glorieuse Aventure (The Real Glory) d'Henry Hathaway : Dr Canavan
- 1940 : Le Cavalier du désert (The Westerner) de William Wyler : Cole Harden
- 1940 : Les Tuniques écarlates (North West Mounted Police) de Cecil B. DeMille : Dusty Rivers
- 1941 : L'Homme de la rue (Meet John Doe) de Frank Capra : John Doe
- 1941 : Sergent York (Sergeant York) d'Howard Hawks : Alvin C. York
- 1941 : Boule de feu (Ball of Fire) d'Howard Hawks : Pr Bertram Potts
- 1942 : Vainqueur du destin (The Pride of the Yankees) de Sam Wood : Henry Louis Gehrig
- 1943 : Pour qui sonne le glas (For Whom The Bell Tolls) de Sam Wood : Robert Jordan
- 1944 : L'Odyssée du docteur Wassell (The Story of Dr. Wassell) de Cecil B. DeMille : Dr Corydon M. Wassell
- 1944 : Casanova le petit (Casanova Brown) de Sam Wood : Casanova « Cass » Brown
- 1945 : Le Grand Bill (Along Came Jones) de Stuart Heisler : Melody Jones
- 1945 : L'Intrigante de Saratoga (Saratoga Trunk) de Sam Wood : le colonel Clint Maroon
- 1946 : Cape et Poignard (Cloak and Dagger) de Fritz Lang : Pr Alvah Jesper
- 1947 : Hollywood en folie (Variety Girl) de George Marshall : lui-même
- 1947 : Les Conquérants d'un nouveau monde (Unconquered) de Cecil B. DeMille : le capitaine Christopher Holden
- 1948 : Ce bon vieux Sam (Good Sam) de Leo McCarey : Sam Clayton
- 1949 : Le Rebelle (The Fountainhead) de King Vidor : Howard Roark
- 1949 : Horizons en flammes (Task Force) de Delmer Daves : Jonathan L. Scott
- 1950 : Le Roi du tabac (Bright Leaf) de Michael Curtiz : Brant Royle
- 1950 : Dallas, ville frontière (Dallas) de Stuart Heisler : Blayde « Reb » Hollister
- 1951 : La marine est dans le lac (You're in the Navy Now) d'Henry Hathaway : le lieutenant John W. Harkness
- 1951 : It's a Big Country de William A. Wellman : Texas
- 1951 : Les Aventures du capitaine Wyatt (Distant Drums) de Raoul Walsh : le capitaine Quincy Wyatt
- 1951 : La Ronde des étoiles (Starlift) de Roy Del Ruth : lui-même
- 1952 : Le train sifflera trois fois (High Noon) de Fred Zinnemann : le marshal Will Kane
- 1952 : La Mission du commandant Lex (Springfield Rifle) d'André de Toth : le major Alex Kearney
- 1953 : Retour au paradis (Return to Paradise) de Mark Robson : Morgan
- 1953 : Le Souffle sauvage (Blowing Wild) d'Hugo Fregonese : Jeff Dawson
- 1954 : Le Jardin du diable (Garden of Evil) d'Henry Hathaway : Hooker
- 1954 : Vera Cruz de Robert Aldrich : Benjamin Trane
- 1955 : Condamné au silence (The Court Martial of Billy Mitchell) d'Otto Preminger : le colonel Billy Mitchell
- 1956 : La Loi du Seigneur (Friendly Persuasion) de William Wyler : Jess Birdwell
- 1957 : Ariane (Love in the Afternoon) de Billy Wilder : Frank Flannagan
- 1958 : 10, rue Frederick (Ten North Frederick) de Philip Dunne : Joseph B. Chapin
- 1958 : L'Homme de l'Ouest (Man of the West) d'Anthony Mann : Link Jones
- 1958 : La Colline des potences (The Hanging Tree) de Delmer Daves : Joseph « Doc » Frail
- 1959 : Ne tirez pas sur le bandit (Alias Jesse James) de Norman Z. McLeod : un cow-boy
- 1959 : Ceux de Cordura (They Came to Cordura) de Robert Rossen : le major Thomas Thorn
- 1959 : Cargaison dangereuse (The Wreck of the Mary Deare) de Michael Anderson : Gideon Patch
- 1961 : La Lame nue (The Nacked Edge) de Michael Anderson : George Radcliffe

## Voix françaises
| - Jean Martinelli (*1909 - 1983) dans : - Horizons en flammes - Dallas, ville frontière - La Mission du commandant Lex - Le train sifflera trois fois - Le Souffle sauvage - Retour au paradis - Vera Cruz - Le Jardin du diable - L'Homme de l'Ouest - 10, rue Frederick - La Lame nue - Richard Francœur (*1894 - 1971) dans : - Une aventure de Buffalo Bill - Désir - L'Extravagant Mr. Deeds (1er doublage) - La Huitième Femme de Barbe-Bleue - La Glorieuse Aventure - Les Tuniques écarlates - Boule de feu - Pour qui sonne le glas (1er doublage) - L'Odyssée du docteur Wassell - Les Conquérants d'un nouveau monde | - Marc Valbel (*1907 - 1960) dans : - Madame et son cowboy - Les Aventures de Marco Polo - Vainqueur du destin - Casanova le petit - Les Aventures du capitaine Wyatt - Ceux de Cordura - Jean Davy (*1911 - 2001) dans : - Les Trois Lanciers du Bengale - Le Rebelle - La Loi du Seigneur - Cargaison dangereuse - Claude Péran (*1913 - 1963) dans : - Le Roi du tabac - Condamné au silence - Daniel Gall (*1938 - 2012) dans : - L'Extravagant Mr. Deeds (2e doublage) - Le Cavalier du désert (2e doublage) et aussi : - Jean-Luc Kayser dans Cape et Poignard (doublage tardif) - Raymond Loyer (*1916 - 2004) dans La Colline des potences - François Marthouret dans Ariane (2e doublage) - Mike Marshall (*1944 - 2005) dans Pour qui sonne le glas (2e doublage) - Jean-Louis Faure (*1953 - 2022) dans L'Homme de la rue (2e doublage) |